# 泡粒上相手蟹
泡粒新相手蟹（学名：Neoepisesarma versicolor）为方蟹科新相手蟹属的动物。分布于马来亚、新加坡以及中国大陆的海南岛等地，生活环境为海水，常栖息于潮间带的泥涂中。
其种加词“versicolor”意为“颜色多样的”。